# Valea Uzei
Valea Uzei – wieś w Rumunii, w okręgu Alba, w gminie Râmeț. W 2011 roku liczyła 42 mieszkańców.